# 21 tháng 1
Ngày 21 tháng 1 là ngày thứ 21 trong lịch Gregory. Còn 344 ngày trong năm (345 ngày trong năm nhuận).

## Sự kiện
- 1276 – Giáo hoàng Innôcentê V tựu nhiệm.
- 1643 – Abel Tasman trở thành người châu Âu đầu tiên đặt chân đến quần đảo Tonga.
- 1793 – Sau khi bị Hội nghị Quốc dân kết tội phản quốc, Quốc vương Louis XVI của Pháp bị hành quyết bằng máy chém tại Quảng trường Concorde, Paris.
- 1840 – Nhà thám hiểm và sĩ quan người Pháp Jules Dumont d'Urville khám phá ra Vùng đất Adélie tại Châu Nam Cực.
- 1861 – Nội chiến Hoa Kỳ: Jefferson Davis từ chức dân biểu của Thượng viện Hoa Kỳ.
- 1875 – Ngân hàng Đông Dương (Banque de I’Indochine, viết tắt là BIC) được thành lập tại Paris theo sắc lệnh của Tổng thống Pháp Patrice de Mac-Mahon.
- 1887 – Quân đội Pháp chiếm được chiến khu Ba Đình tại Thanh Hóa, Trung Kỳ.
- 1925 – Albania thành lập nền cộng hòa.
- 1949 – Tưởng Giới Thạch tuyên bố từ bỏ chức vụ Tổng thống Trung Hoa Dân Quốc, Lý Tông Nhân trở thành quyền tổng thống.
- 1968 – Chiến tranh Việt Nam: Quân đội Nhân dân Việt Nam tấn công căn cứ Khe Sanh của Thủy quân lục chiến Hoa Kỳ ở Quảng Trị, khởi đầu Chiến dịch Đường 9 - Khe Sanh.
- 1976 – British Airways và Air France tiến hành các chuyến bay thương mại lịch trình đầu tiên bằng máy bay Concorde.
- 1977 – Tổng thống Hoa Kỳ Jimmy Carter ân xá cho hầu hết người Mỹ trốn quân dịch trong Chiến tranh Việt Nam, trong đó có một số người đã di cư đến Canada.

## Sinh
- 1338 – Charles V, quốc vương của Pháp (m. 1380)
- 1824 – Stonewall Jackson, tướng lĩnh người Mỹ (m. 1863)
- 1829 – Oscar II, quốc vương của Thụy Điển (m. 1907)
- 1868 – Felix Hoffmann, nhà hóa học người Đức (m. 1946)
- 1874 – René-Louis Baire, nhà toán học người Pháp (m. 1932)
- 1905 – Christian Dior, nhà thiết kế thời trang người Pháp, thành lập Christian Dior S.A. (m. 1957)
- 1907 – Nguyễn Xuân Nguyên, nhà y học người Việt Nam (m. 1975)
- 1909 – Phaolô Bùi Chu Tạo, linh mục người Việt Nam (m. 2001)
- 1912 – Konrad Emil Bloch, nhà sinh hóa học người Đức-Mỹ, đoạt giải Nobel (m. 2000)
- 1914 – Giacôbê Nguyễn Văn Mầu, linh mục người Việt Nam (m. 2013)
- 1922 – Telly Savalas, diễn viên Mỹ (Kojak) (m. 1994)
- 1928 – Gene Sharp, nhà khoa học chính trị người Mỹ
- 1941 – Placido Domingo, giọng nam cao và nhà soạn nhạc người Tây Ban Nha
- 1944 – Hasso Plattner, doanh nhân người Đức, đồng sáng lập SAP AG
- 1949 – Trương Tấn Sang, chính trị gia người Việt Nam, chủ tịch nước thứ 7 của CHXHCN Việt Nam.
- 1953 – Paul Allen, doanh nhân và nhà nhân đức người Mỹ, đồng sáng lập Microsoft
- 1956 – Geena Davis, diễn viên người Anh
- 1975 – Nicky Butt, cầu thủ bóng đá người Anh
- 1977 – Phil Neville, cầu thủ bóng đá người Anh
- 1980 – Mizuki Nana, ca sĩ và diễn viên lồng tiếng người Nhật Bản
- 1981 – Chung Hân Đồng, ca sĩ và diễn viên người Hồng Kông
- 1982 – Simon Rolfes, cầu thủ bóng đá người Đức
- 1985 – Salvatore Giunta, sĩ quan quân đội người Mỹ
- 1985 – Sasha Pivovarova, người mẫu người Nga
- 1986 – Chuckie Akenz, rapper người Canada gốc Việt
- 1989 – Henrikh Mkhitaryan, cầu thủ bóng đá Armenia
- 1994
  - Laura Robson, vận động viên quần vợt người Anh
  - Kang Seung-yoon, ca sĩ Hàn Quốc, thành viên nhóm nhạc Winner (nhóm nhạc)
- 1995 – Nguyễn Công Phượng, cầu thủ bóng đá Việt Nam
- 1999 – Alisha Lehmann, nữ cầu thủ bóng đá Thụy Sĩ

## Mất
- 1118 – Giáo hoàng Pascalê II (Latinh: Pascali II)
- 1519 – Vasco Núñez de Balboa, nhá thám hiểm người Tây Ban Nha (s. 1475)
- 1527 – Juan de Grijalva, nhà chinh phục người Tây Ban Nha (s. 1489)
- 1744 – Nguyễn Đình Hoàn, thi nhân, chính trị gia Nhà Lê trung hưng, tức 7 tháng 12 năm Quý Hợi (s. 1661)
- 1774 – Mustafa III, sultan của Đế quốc Ottoman (s. 1717)
- 1775 – Yemyelyan Ivanovich Pugachyov, thủ lĩnh phiến quân người Nga, tức 10 tháng 1 theo lịch Julius (s. 1742)
- 1793 – Louis XVI, quốc vương của Pháp (s. 1754)
- 1862 – Božena Němcová, tác gia người Séc (s. 1820)
- 1892 – John Couch Adams, nhà toán học và thiên văn học người Anh (s. 1819)
- 1916 – Victor von Podbielski, tướng lĩnh người Đức (s. 1844)
- 1919 – Lý Hi, quân chủ của Triều Tiên (s. 1852)
- 1924
  - Vladimir Ilyich Lenin, chính trị gia và lý luận gia người Nga (s. 1870)
  - Conrad von Schubert, tướng lĩnh, doanh nhân, chính trị gia người Đức (s. 1847)
- 1949 – Quách Văn Tuấn, quân nhân người Việt Nam
- 1950 – George Orwell, nhà báo và tác gia người Ấn Độ-Anh (s. 1903)
- 1959 – Cecil B. DeMille, đạo diễn người Mỹ (s. 1881)
- 2007 – U;Nee, ca sĩ, vũ công, diễn viên người Hàn Quốc (s. 1981)
- 2012 – Nhật Ngân, nhạc sĩ người Việt Nam (s. 1942)
- 2013 – Chumpol Silpa-archa, chính trị gia người Thái Lan (s. 1940)
- 2019 – Emiliano Sala, cầu thủ bóng đá người Argentina (s. 1990)